# Заречье (Илезское сельское поселение)
Заречье — деревня в Тарногском районе Вологодской области.
Входит в состав Илезского сельского поселения, с точки зрения административно-территориального деления — в Илезский сельсовет.
Расстояние по автодороге до районного центра Тарногского Городка — 65 км, до центра муниципального образования Илезского Погоста — 30 км. Ближайшие населённые пункты — Конторка, Огудалово, Шевелевская.
По переписи 2002 года население — 8 человек.